# BAP Carvajal
La nave Carvajal è la prima fregata missilistica che il Perù acquistò per la propria marina agli inizi degli anni settanta.

## Costruzione
Costruita in Italia nel Cantiere navale di Riva Trigoso, impostata l'8 ottobre 1974 e varata il 13 novembre 1976, il suo allestimento venne completato nel cantiere di Muggiano presso La Spezia.
La nave è stata consegnata alla marina peruviana il 23 dicembre 1978 e la nave con la matricola FM-51 è stata battezzata Carvajal in onore del contrammiraglio Manuel Melitón Carvajal Ambulodegui (1847-1935) eroe della guerra del Pacifico, combattuta dal Perù contro il Cile alla fine dell'Ottocento.

## Nome
Il nome Carvajal è stato dato in onore del contrammiraglio Manuel Melitón Carvajal Ambulodegui che imbarcato sulla nave da guerra peruviana Huáscar con il grado di capitano di corvetta, durante il combattimento di Punta Angamos, avvenuto l'8 ottobre 1879, assunse il comando dell'unità dopo la morte, avvenuta nel corso della battaglia, del Comandante Elías Aguirre Romero, che a sua volta aveva sostituito al comando della nave il Contrammiraglio Miguel Grau Seminario caduto anche lui nel corso della battaglia, che si concluse con la cattura della nave da parte dei cileni e vani risultarono i tentativi dei peruviani di autoaffondarla. Al termine della guerra conclusasi con la sconfitta del Perù, Carvajal si occupò della ricostruzione della flotta peruviana.

## Ammodernamenti
Nel 1998, nell'imminenza del ritiro dell'incrociatore portaelicotteri BAP Aguirre, l'unità, insieme alla gemella Mariátegui ha subito delle modifiche al ponte di volo per potere accogliere a bordo gli elicotteri ASH-3D Sea King. Questi lavori, effettuati nei cantieri SIMA e terminati nel 1999 hanno dato alle due unità il vantaggio tattico addizionale che gli conferiscono i missili Exocet di cui sono dotati i nuovi elicotteri imbarcati.

## Esercitazioni internazionali
La Carvajal ha partecipato in questi anni, insieme alle sorelle della classe, ad importanti esercitazioni navali multinazionali quali la RIMPAC (Rim of the Pacific), la SIFOREX (Silence for Excercises) finalizzata alla lotta ASW e organizzata dalla marina peruviana e alla quale partecipano forze navali degli Stati Uniti, la PANAMAX e la UNITAS Fase Pacífico. La partecipazione delle fregate lanciamissili peruviane tipo Lupo a queste esercitazioni, ha proiettato la marina del Perù nell'ambito internazionale, fortificando allo stesso tempo la presenza del Perù nell'ambito marittimo americano e nel bacino del Pacifico.

## BAPGuardiamarina San Martín(PO-201)

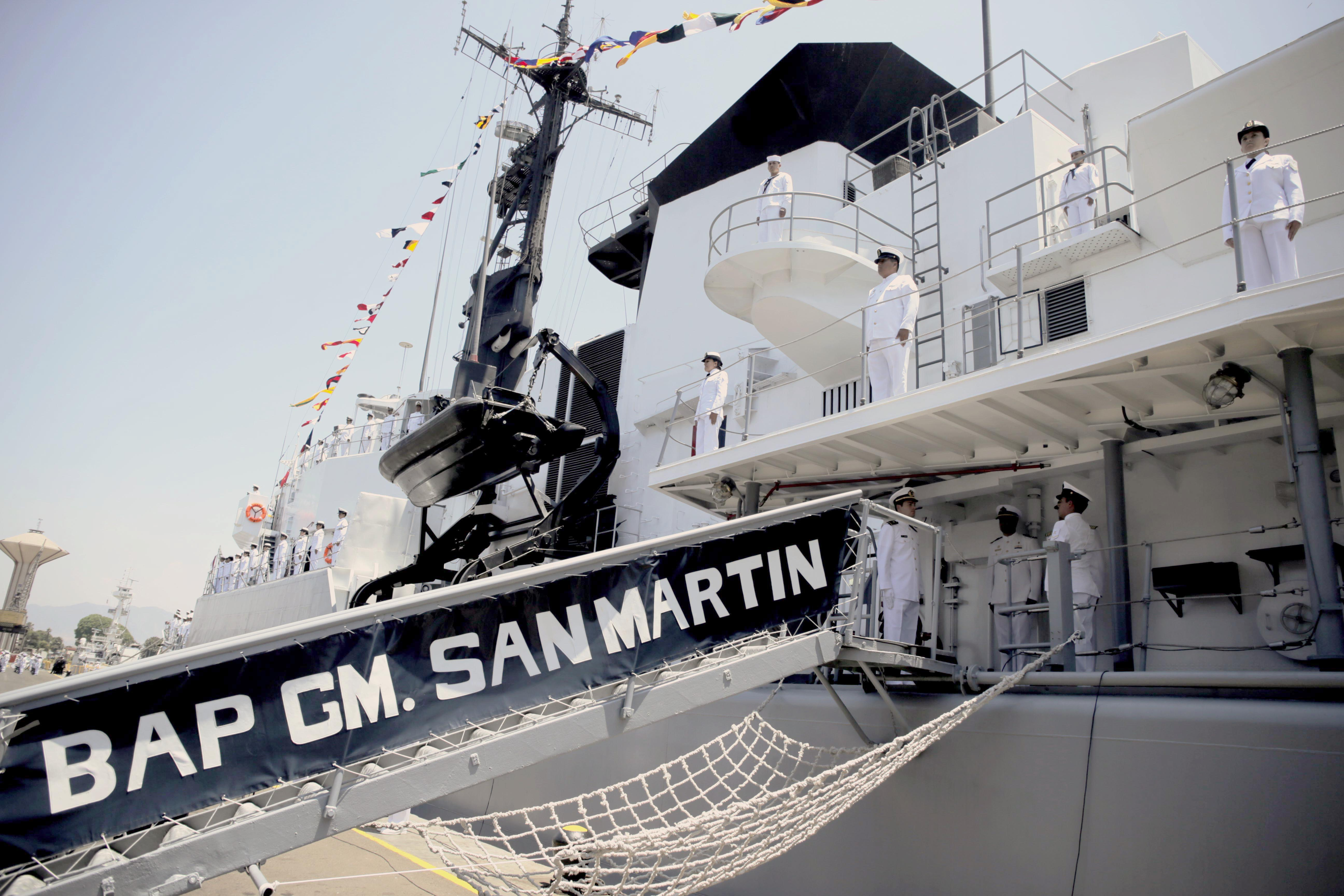
Consegna del BAP Guardiamarina San Martín

La nave ritirata dal servizio nel 2013 è stata convertita in pattugliatore oceanico con rimozione dei sistemi missilistici e al termine dei lavori consegnata alla Dirección General de Capitanías y Guardacostas, la Guardia Costiera del Peru il 26 dicembre 2013 in una cerimonia al porto di El Callao alla presenza del presidente peruviano Humala, del Comandante General de la Marina, Ammiraglio Carlos Tejada Mera e del Comandancia General de Operaciones del Pacífico, Viceammiraglio Wladimiro Giovannini y Freire che ha consegnato la bandiera di guerra dell'unità al Director General de Capitanías y Guardacostas, Viceammiraglio Edmundo Deville del Campo. La nave che è la più grande unità guardacoste nella storia della marina peruviana è stata ribattezzata Guardiamarina San Martín in memoria di Emilio San Martín (1861-1880), eroe della guerra del Pacifico che nel 1880 a bordo della lancia Independencia, si è immolato di fronte a El Callao. La prima missione dell'unità nei nuovi compiti è stata una navigazione nell'area marittima assegnata al Perú il 27 gennaio 2014 dalla Corte internazionale dell'Aja, in precedenza appartenente al Cile.
Sembra probabile che anche una seconda fregata verrà sottoposta a lavori di trasformazione in pattugliatore oceanico, in seguito alla quale la forza di superficie della marina peruviana avrà come unità principali sei fregate e dei corvette tipo PR-72.

## Galleria d'immagini

immagini del varo e dell'unità impegnata in esercitazione
Il varo della nave
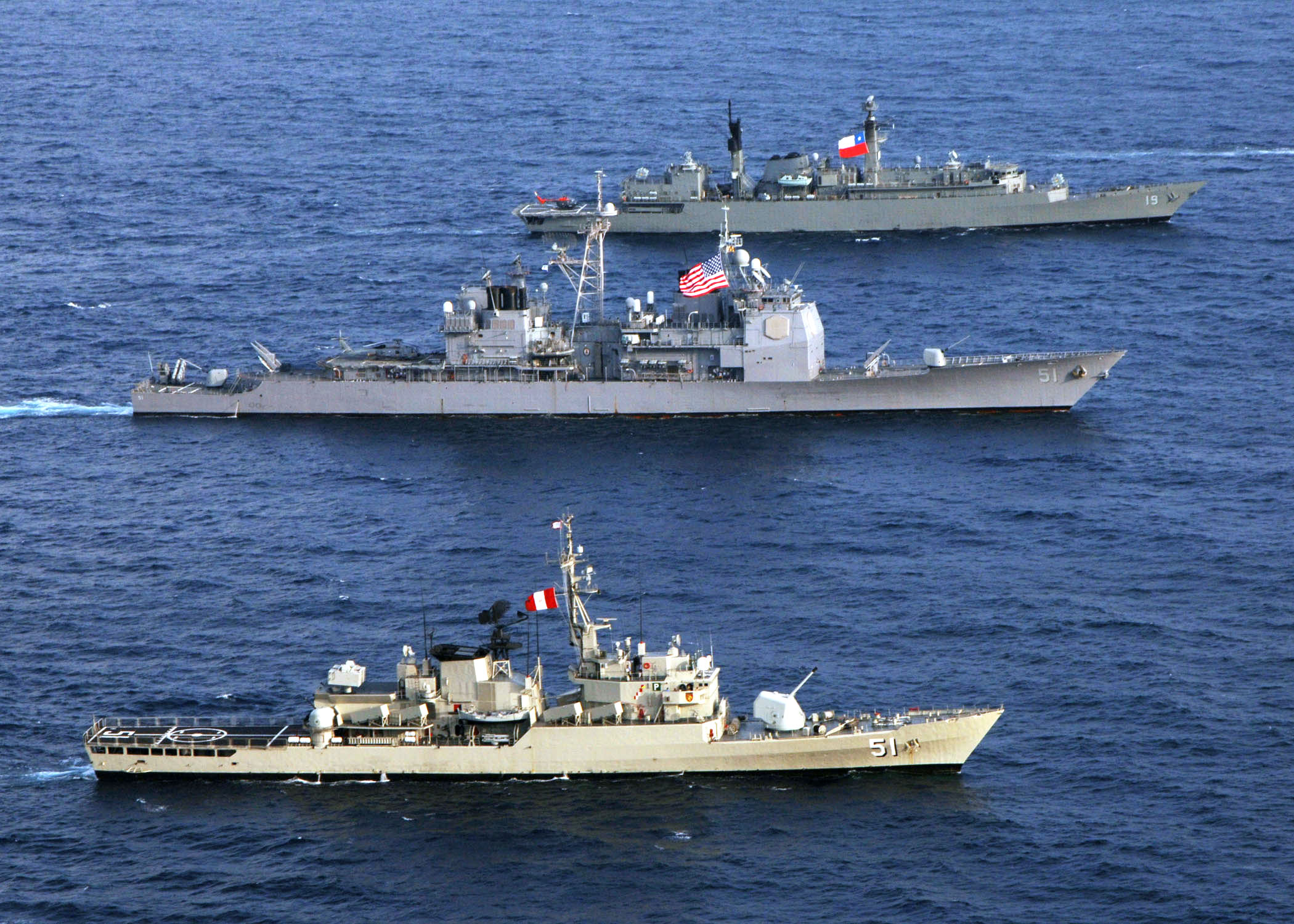
La fregata Carvajal (FM-51) in primo piano durante l'esercitazione UNITAS 46-05
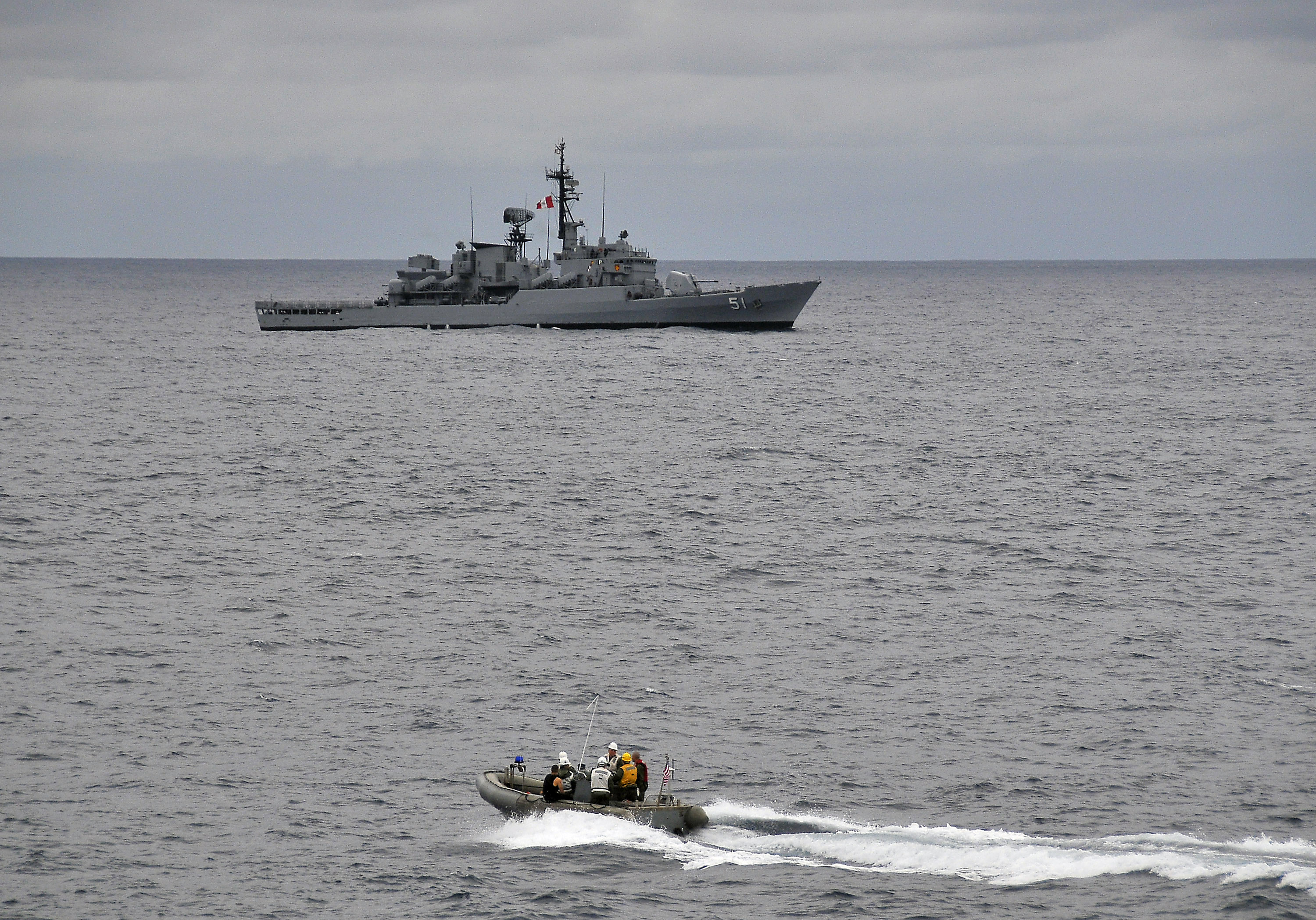
In esercitazione nel 2010